# 穆斯塔法·斯迈利
穆斯塔法·斯迈利（阿拉伯语：‎，1997年1月9日—）生于伊夫兰，是一名摩洛哥男子田径运动员，主攻800公尺和1500公尺赛跑。他在15岁时开始练习田径。2014年5月，他在非洲青年运动会上摘得男子1500公尺铜牌，这是他的首个国际综合运动会奖牌，同年8月，他参加南京青奥，获得男子1500公尺第四名。